# Mireille Mathieu chante Piaf
Mireille Mathieu chante Piaf est un album de la chanteuse française Mireille Mathieu édité trois fois en France avec trois pochettes différentes (en 1993, 2003 et 2012) et en Italie (mais avec les chansons en français) en 1997 sous le nom de Mireille Mathieu canta Edith Piaf. Dans cet album, Mireille Mathieu rend hommage à son idole Édith Piaf.

## Album de 1993
Albums de Mireille Mathieu
Mireille Mathieu
(1991) Vous lui direz
(1995)

### Chansons de l'album
| No  | Titre                                                         | Paroles                       | Musique                      | Durée |
| --- | ------------------------------------------------------------- | ----------------------------- | ---------------------------- | ----- |
| 1.  | La Vie en rose                                                | Édith Piaf                    | Louiguy                      | 03:39 |
| 2.  | La Foule (Que Nadie Sepa Mi Suffrir)                          | Michel Rivgauche (adaptation) | Ángel Cabral                 | 03:06 |
| 3.  | Sous le ciel de Paris                                         | Jean Dréjac                   | Hubert Giraud                | 03:17 |
| 4.  | Mon Dieu                                                      | Michel Vaucaire               | Charles Dumont               | 02:57 |
| 5.  | L'Homme à la moto (Black Denim Trousers and Motorcycle Boots) | Jean Dréjac (adaptation)      | Jerry Leiber et Mike Stoller | 02:06 |
| 6.  | Exodus                                                        | Eddy Marnay (adaptation)      | Ernest Gold                  | 03:44 |
| 7.  | Padam, padam...                                               | Henri Contet                  | Norbert Glanzberg            | 02:54 |
| 8.  | Hymne à l'amour                                               | Édith Piaf                    | Marguerite Monnot            | 03:35 |
| 9.  | Mon manège à moi                                              | Jean Constantin               | Norbert Glanzberg            | 03:00 |
| 10. | Jezebel (en)                                                  | Charles Aznavour (adaptation) | Wayne Shanklin (en)          | 03:46 |
| 11. | L'Accordéoniste                                               | Michel Emer                   | Michel Emer                  | 03:27 |
| 12. | Milord                                                        | Georges Moustaki              | Marguerite Monnot            | 04:45 |
| 13. | Non, je ne regrette rien                                      | Michel Vaucaire               | Charles Dumont               | 02:21 |

## Album de 2003
Albums de Mireille Mathieu
De tes mains
(2002)  Mireille Mathieu
(2005)

### Chansons de l'album
| No  | Titre                                                         | Paroles                       | Musique                      | Durée |
| --- | ------------------------------------------------------------- | ----------------------------- | ---------------------------- | ----- |
| 1.  | La Vie en rose                                                | Édith Piaf                    | Louiguy                      | 03:39 |
| 2.  | La Foule (Que Nadie Sepa Mi Suffrir)                          | Michel Rivgauche (adaptation) | Ángel Cabral                 | 03:06 |
| 3.  | Sous le ciel de Paris                                         | Jean Dréjac                   | Hubert Giraud                | 03:17 |
| 4.  | Mon Dieu                                                      | Michel Vaucaire               | Charles Dumont               | 02:57 |
| 5.  | L'Homme à la moto (Black Denim Trousers and Motorcycle Boots) | Jean Dréjac (adaptation)      | Jerry Leiber et Mike Stoller | 02:06 |
| 6.  | Exodus                                                        | Eddy Marnay (adaptation)      | Ernest Gold                  | 03:44 |
| 7.  | Padam, padam...                                               | Henri Contet                  | Norbert Glanzberg            | 02:54 |
| 8.  | Hymne à l'amour                                               | Édith Piaf                    | Marguerite Monnot            | 03:35 |
| 9.  | Mon manège à moi                                              | Jean Constantin               | Norbert Glanzberg            | 03:00 |
| 10. | Jezebel (en)                                                  | Charles Aznavour (adaptation) | Wayne Shanklin (en)          | 03:46 |
| 11. | L'Accordéoniste                                               | Michel Emer                   | Michel Emer                  | 03:27 |
| 12. | Milord                                                        | Georges Moustaki              | Marguerite Monnot            | 04:45 |
| 13. | Non, je ne regrette rien                                      | Michel Vaucaire               | Charles Dumont               | 02:21 |

## Album de 2012
Cette édition contient deux titres inédits (À quoi ça sert l'amour et La goualante du pauvre Jean) enregistrés en juillet 2012 avec un grand orchestre ainsi qu'une chanson enregistrée en 1985 (Les Trois Cloches) qui se trouve sur l'album Les Grandes Chansons françaises.
Albums de Mireille Mathieu
Mireille Mathieu (2005)
(2005)

### Chansons de l'album
| No  | Titre                                                         | Paroles                       | Musique                      | Durée |
| --- | ------------------------------------------------------------- | ----------------------------- | ---------------------------- | ----- |
| 1.  | À quoi ça sert l'amour                                        | Michel Emer                   | Michel Emer                  | 02:26 |
| 2.  | La Vie en rose                                                | Édith Piaf                    | Louiguy                      | 03:39 |
| 3.  | L'Accordéoniste                                               | Michel Emer                   | Michel Emer                  | 03:27 |
| 4.  | Exodus                                                        | Eddy Marnay (adaptation)      | Ernest Gold                  | 03:44 |
| 5.  | Jezebel (en)                                                  | Charles Aznavour (adaptation) | Wayne Shanklin (en)          | 03:46 |
| 6.  | Padam, padam...                                               | Henri Contet                  | Norbert Glanzberg            | 02:54 |
| 7.  | Non, je ne regrette rien                                      | Michel Vaucaire               | Charles Dumont               | 02:21 |
| 8.  | Sous le ciel de Paris                                         | Jean Dréjac                   | Hubert Giraud                | 03:17 |
| 9.  | La Foule (Que Nadie Sepa Mi Suffrir)                          | Michel Rivgauche (adaptation) | Ángel Cabral                 | 03:06 |
| 10. | Milord                                                        | Georges Moustaki              | Marguerite Monnot            | 04:45 |
| 11. | L'Homme à la moto (Black Denim Trousers and Motorcycle Boots) | Jean Dréjac (adaptation)      | Jerry Leiber et Mike Stoller | 02:06 |
| 12. | Mon manège à moi                                              | Jean Constantin               | Norbert Glanzberg            | 03:00 |
| 13. | Mon Dieu                                                      | Michel Vaucaire               | Charles Dumont               | 02:57 |
| 14. | Hymne à l'amour                                               | Édith Piaf                    | Marguerite Monnot            | 03:35 |
| 15. | Les Trois Cloches                                             | Jean Villard                  | Jean Villard                 | 04:29 |
| 16. | La Goualante du pauvre Jean                                   | René Rouzaud                  | Marguerite Monnot            | 02:00 |

## Édition italienne

### Chansons de l'album
| No  | Titre                                                         | Paroles                       | Musique                      | Durée |
| --- | ------------------------------------------------------------- | ----------------------------- | ---------------------------- | ----- |
| 1.  | La Vie en rose                                                | Édith Piaf                    | Louiguy                      | 03:39 |
| 2.  | La Foule (Que Nadie Sepa Mi Suffrir)                          | Michel Rivgauche (adaptation) | Ángel Cabral                 | 03:06 |
| 3.  | Sous le ciel de Paris                                         | Jean Dréjac                   | Hubert Giraud                | 03:17 |
| 4.  | Mon Dieu                                                      | Michel Vaucaire               | Charles Dumont               | 02:57 |
| 5.  | L'Homme à la moto (Black Denim Trousers and Motorcycle Boots) | Jean Dréjac (adaptation)      | Jerry Leiber et Mike Stoller | 02:06 |
| 6.  | Exodus                                                        | Eddy Marnay (adaptation)      | Ernest Gold                  | 03:44 |
| 7.  | Padam, padam...                                               | Henri Contet                  | Norbert Glanzberg            | 02:54 |
| 8.  | Hymne à l'amour                                               | Édith Piaf                    | Marguerite Monnot            | 03:35 |
| 9.  | Mon manège à moi                                              | Jean Constantin               | Norbert Glanzberg            | 03:00 |
| 10. | Jezebel (en)                                                  | Charles Aznavour (adaptation) | Wayne Shanklin (en)          | 03:46 |
| 11. | L'Accordéoniste                                               | Michel Emer                   | Michel Emer                  | 03:27 |
| 12. | Milord                                                        | Georges Moustaki              | Marguerite Monnot            | 04:45 |
| 13. | Non, je ne regrette rien                                      | Michel Vaucaire               | Charles Dumont               | 02:21 |